# 蒙让 (夏朗德省)
蒙让（法語：Montjean，法語發音：[mɔ̃ʒɑ̃]）是法国夏朗德省的一个市镇，属于孔福朗区。

## 地理
蒙让（46°5'15"N, 0°7'10"E）面积8.01 平方千米，位于法国新阿基坦大区夏朗德省，该省份为法国西部内陆省份，北起德塞夫勒省和维埃纳省，东临上维埃纳省，东南至多尔多涅省，南至多爾多涅省，西接滨海夏朗德省。
与蒙让接壤的市镇（或旧市镇、城区）包括：拉福雷德泰塞、隆迪尼、拉马格德莱娜、圣马丹迪克洛谢、维利耶勒鲁、洛里涅。

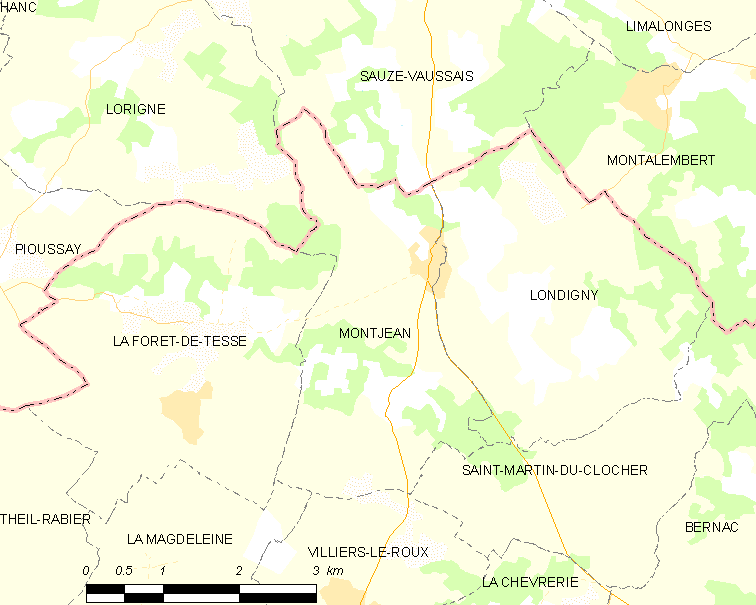
的OSM定位图

蒙让的时区为UTC+01:00、UTC+02:00（夏令时）。

## 行政
蒙让的邮政编码为16240，INSEE市镇编码为16229。

## 政治
蒙让所属的省级选区为夏朗德北县。

## 人口

1962-2008年间人口变化图示

蒙让于2022年1月1日时的人口数量为251人。